# کیشان
کیشان، روستایی در دهستان خسبیجان بخش مهاجران شهرستان شازند در استان مرکزی ایران است.

## جمعیت
بر پایه سرشماری عمومی نفوس و مسکن در سال ۱۳۹۵، جمعیت این روستا برابر با ۲۰۹ نفر (۷۹ خانوار) بوده است.